# Rhampholeon marshalli
Rhampholeon marshalli — вид ігуаноподібних ящірок родини хамелеонових (Chamaeleonidae). Мешкає в Зімбабве і Мозамбіку. Вид названий на честь британського ентомолога Гая Анструтера Нокса Маршалла.

## Опис
Rhampholeon marshalli — дрібний хамелеон, довжина якого становить 32-75 мм. Самиці є більшими за часмців, представники північних популяцій є дощо більшими за представників південних. Голова і тіло сполющені з боків, що надає хамелеоу листопадібної форми. Його забарвлення варіюється від темно-коричневого до жовтувато-зеленого. Самці є дещо більш яскравими за самиць, горло у них більш зелене, поцятковане білими або жовтими плямками.

## Поширення і екологія
Rhampholeon marshalli мешкають в горах Східного Нагір'я на кордоні Зімбабве і Мозамбіку, зокрема в горах Ньянга, Бвумба та Чіманімані. Вони живуть в підліску вологих гірських тропічних лісах, серед опалого листя, трапляються на узліссях. Зустрічаються на висоті від 1000 до 1800 м над рівнем моря. Живляться комахами. Самиці відкладають яйця в період сезону дощів (з листопада по березень). Інкубаційний період триває 35 днів.

## Збереження
МСОП класифікує цей вид як вразливий. Rhampholeon marshalli загрожує знищення природного середовища.